# Looney Tunes: Mundo Insano
Looney Tunes: Mundo Insano (en: Looney Tunes: World of Mayhem) é um jogo de celular para as plataformas iOS e Android da franquia Looney Tunes, projetado em 2016 e publicado em 2018 pela Scopely Inc.

## Enredo
Marvin, o marciano está capturando todos os Looney Tunes e transformando-os em peças unitárias ou tokens (que se fundem para formar um personagem). Pernalonga, depois de se perder novamente a caminho de Albuquerque pede informações à Marvin, que tenta transformá-lo. Após falar a famosa frase "é claro que isso significa guerra", Pernalonga ataca Marvin, que chama K9 e Patolino para defendê-lo. Pernalonga tira um pacote de presente cheio de dinamites (seu ataque especial) que danifica o atomizador de Marvin, que explode, espalhando peças unitárias. Cabe ao jogador recompor todos os personagens que foram transformados em peças unitárias, para assim juntarem mais pessoas para impedir a invasão de Marvin.

## Modos de jogo
Para desbloquear personagens, o jogador deve ter o número de tokens necessários para desbloqueá-los. São necessários 10 para personagens normais, 50 para raros, 100 para épicos e 300 para lendários. Os tokens são obtidos de diversas formas: ao completar níveis, baús especiais e rodas da fortuna. Mesmo após ser desbloqueado, o personagem ainda pode ganhar tokens para aumentar as suas estrelas, e a contagem se dá da seguinte forma: 10 para uma estrela, 50 para duas, 100 para três, 250 para quatro, 500 para cinco, 1000 para seis e 1500 para sete. Há também uma progressão interna dentro dos níveis de estrela, chamado de mini-estrelas. O nível mais avançado de estrelas que um personagem pode chegar é 7.7 e é necessário 5400 tokens para alcançar este nível.
Vários personagens nem sempre estão disponíveis ou podem ser obtidos nas fases. Você tem que esperar por um determinado evento especial para poder desbloquear personagens como Pernalonga Valquíria e Elmer Sigfried, disponíveis apenas por um determinado período de tempo.
Os personagens obtidos acabam em uma determinada região do mapa, na qual podem ser construídas suas casas, que darão, a cada determinado período de tempo, materiais para evoluções, ouro e/ou tokens de evolução.
As lutas são compostas por lutas que vão a um máximo de 4 contra 4 e o turno do personagem não é determinado por turnos alternados típicos de batalhas de RPG, mas por uma barra rosa chama de medidor de turno que aumenta dependendo da velocidade do personagem, que, uma vez cheia, permite o personagem para atacar. As características dos ataques e habilidades dos vários personagens (contra-ataque, esquiva, ataque / defesa / aumento de velocidade, acerto crítico, cura contínua, provocação) podem influenciar o resultado da batalha e caberá ao jogador criar um equilíbrio equipe capaz de derrotar até os inimigos mais formidáveis.